# الدوري الأدرياتيكي 2011–12
الدوري الأدرياتيكي 2011–12 (بالصربية: Јадранска лига у кошарци 2011/12.)‏ هو الموسم 11 من  الدوري الأدرياتيكي. أقيم خلال الفترة 8 أكتوبر 2011 وحتى 30 أبريل 2012، وأشرف على تنظيمه اتحاد الدوريات الأوروبية لكرة السلة ‏، وكان عدد الأندية المشاركة فيه  14، وفاز فيه مكابي تل أبيب لكرة السلة.